# André Gonçalves
Pour le footballeur, voir André Gonçalves (football).
Pour les articles homonymes, voir Gonçalves.
André Gonçalves (XVe - XVIe siècle), est un explorateur portugais qui accompagnait Pedro Álvares Cabral lors de  la découverte du Brésil, commandant un des bateaux de la flotte. Selon certains, il fut envoyé pour annoncer la découverte au Portugal et non Gaspar de Lemos.
André Gonçalves et Amerigo Vespucci arrivent au cap de Santo Agostinho (28 août 1501), découvrent l'embouchure du Rio São Francisco (4 octobre 1501), la baie de Santa Luzia (13 décembre 1501), le cap de São Tomé (21 décembre 1501), Rio de Janeiro (1er janvier 1502), Angra dos Reis (6 janvier 1502) et Rio de São Vicente (22 janvier 1502).

## Sources
- (en) Cet article est partiellement ou en totalité issu de l’article de Wikipédia en anglais intitulé « André Gonçalves » (voir la liste des auteurs).
- Efemeridas Brasileiras - Baron de Rio Branco

## Note
1. ↑  Baron de Rio Branco, Efemeridas brasileiras; article du 2 mai 1500.